# Спортивна радіопеленгація

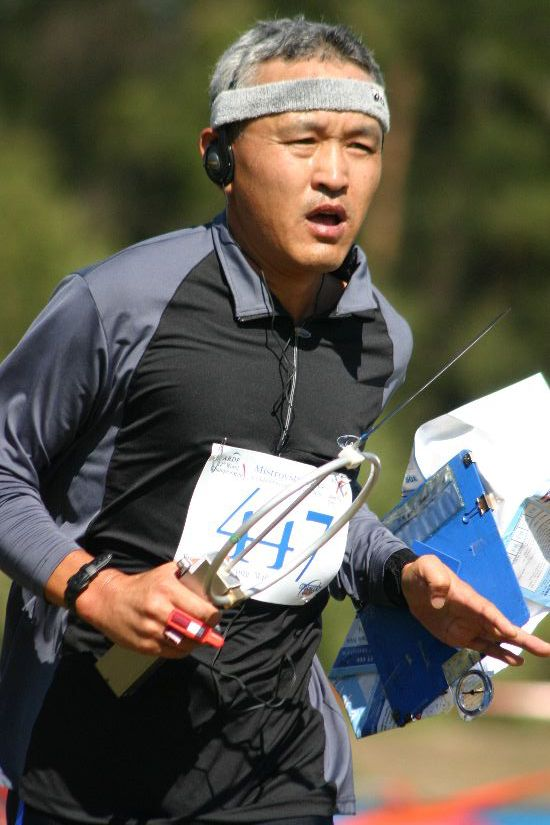
Корейський спортсмен з приймачем на діапазоні 3,5 МГц

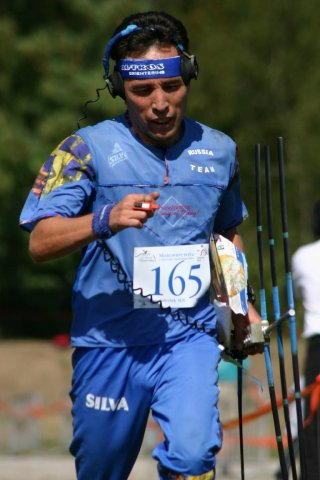
Шаршенов Бактибек з приймачем на діапазоні 144 МГц

Спортивна радіопеленгація (СРП), також відома як  'полювання на лисиць'  — група спортивних дисциплін радіоспорту. Спортивна радіопеленгація це змагання між спортсменами у віці від 6 до 90 років (за віковими групами), які за допомогою карти місцевості (як правило, використовується масштаб 1: 15000), компаса і спеціального радіоприймача, оснащеного антеною спрямованої дії (радіопеленгатора), повинні знайти радіопередавачі («лисиці»), що працюють в радіоаматорських діапазонах частот 3,5 або 144 МГц і розташованих в лісі, на пересіченій місцевості. Мета змагання — знайти задане число «лисиць» (як правило, п'ять) за найменший час. Участь в змаганнях з СРП вимагає фізичної, технічної, тактичної та розумової підготовки.
Спортивна радіопеленгація зародилася в Данії і Англії відразу після Другої світової війни. За кордоном для СРП прийнята абревіатура  ARDF  (від англ.  Amateur Radio Direction Finding  — аматорська радіопеленгація). Близький вид спорту до «Полюванні на лисиць» — radio-orienteering (радіоорієнтування). У ньому на карті позначені радіозони, в яких «лисицю» (радіопередавач) чутно. У «полюванні на лисиць» радіозони не позначені, а радіопередавачі чути майже по всьому лісі (території змагань).
Чемпіонат світу 2010 р УРП пройшов у вересні в Хорватії, на одному з островів біля міста Дубровник. Острови мають ділянки непрохідною рослинності, на них розташовано багато історичних пам'яток I—X століття нашої ери.

## Про дисципліну
В даний час правила проведення міжнародних змагань встановлюються Міжнародним радіолюбительським союзом (International Amateur Radio Union, IARU). В СРСР, як і інших соціалістичних країнах, даний вид спорту на державному рівні організаціями ДОСААФ, входив в програми підвищення обороноздатності країни, був популярний серед школярів і студентів. Зниження інвестицій в оборону призвело до скорочення числа спортивних секцій по «Полюванні на лисиць», а відсутність видовищності цього виду змагань для глядачів знижує шанси на його комерційний успіх. Зараз найбільш відомими міжнародними подіями є чемпіонати, що проводяться IARU. Лідерами вважаються такі країни, як Чехія, Росія, Японія, Україна, Казахстан, Німеччина, Угорщина,  Англія, Китай та інші.
Офіційні Чемпіонати Світу проводяться раз на два роки, чергуючись з чемпіонатами континентів (регіонів IARU).
Починаючи з 2001 року щорічно проводиться Першість Європи серед юнаків до 15 років.
В даний час розвиток спортивної радіопеленгації, як і інших напрямів радіоспорту, здійснюється під патронажем Ліги радіоаматорів України, яка офіційно акредитована державою в якості Федерації радіоспорту України. Безпосередньо спортивної радіопеленгації займається Комітет по СРП при Міністерстві спорту і фізичної культури України.
В Україні проводяться Чемпіонат, Кубок і Першість України, ряд Всеукраїнських змагань, Чемпіонати, Кубки та Першості областей.

## Про змагання
За можливо менший період часу (лімітований зазвичай 120-ю хвилинами) спортсмен у, використовуючи спеціалізований радіоприймач, радіопеленгатор, призначений для визначення напрямку на джерело радіосигнала (радіопеленгації), пропонується знайти на важкодоступній пересіченій місцевості, найчастіше в лісі, гористому або болотистому, задану кількість (зазвичай 5, 4 або 3) встановлених в довільних місцях радіопередавачів, які і називаються «лисицями».
Режим роботи передавачів по трансляції своєї власної послідовності коду Морзе (moe, moi, mos, moh, mo5) — 1 хвилина передачі, 4 хвилини мовчання. Таким чином, послідовно за 5 хвилин в ефір виходять 5 «лисиць». Потім цей цикл повторюється. Позивні «лисиць» підібрані таким чином, щоб їх можна було розрізняти без знання коду Морзе. Номером «лисиці» відповідає кількість коротких посилок («точок») у кінці переданого позивного сигналу.
Після старту спортсмен пеленгує джерела сигналів, прогнозує їх місце розташування, вибирає оптимальний маршруті послідовність проходження всіх обов'язкових контрольних пунктів, знаходить і відзначається на них. Змагання складаються з вправ, що розрізняються по довжині хвилі (частоті) переданого сигналу.
Історично в спортивній радіопеленгації використовувалися такі діапазони частот:
- 2 м — 144—146 МГц,
- 10 м — 28-29 МГц,
- 80 м — 3,5-3,65 МГц.

В даний час змагань на 10-метровому діапазоні не проводиться, а діапазон 80 м звузився до 3,5-3,6 МГц, як це прийнято за кордоном.
Довжина дистанції від 5 до 10 км, в залежності від статі і віку учасників.
- Чоловіки від 20 до 39 років і ветерани від 40 до 49 років виявляють 5 радіопередавачів.
- Юніори і юніорки 16-19 років — 4 передавача (в останні роки юніорам на відбіркових змаганнях необхідно виявляти 5 «лисиць»).
- Юнаки та дівчата 14-15 років — 3 передавача.
- Молодші юнаки і дівчата 11-13 років — 2 передавача.
- Старші ветерани виявляють по 4 або 3 передавача.

Довжина дистанції в спортивної радіопеленгації вимірюється по найкоротшій відстані між контрольними пунктами — «лисицями», по оптимальному порядку проходження («варіанту»). Швидкість проходження дистанції порівнянна з результатами легкоатлетів на доріжках стадіонів. Перемагає знайшов всі контрольні пункти за найменший час.
«Полювання на лисиць» спочатку виникла як військово-прикладний вид спорту, і завжди такою залишалася — оскільки тут в ігровій формі імітується робота військових контррозвідників: відшукати і знешкодити ворожу розвідгрупу. На проведених в СРСР змаганнях спортсмени — «лісолови» часто крім власне пошуку «лисиць» змагалися і в інших військово-прикладних дисциплінах: метання гранати, стрільба.

## За кордоном
В Північній Америці звичну для нас «Полювання на лисиць» називають «on-foot foxhunting» («піша полювання на лисиць»), так як там існує аналогічний вид технічного спорту, але на автомобілях («mobile Transmitter hunting», «mobile T-hunt»). Змагання часто багатоденні (проводяться протягом вікенда), учасники проїжджають сотні кілометрів.

## Фільми
В 1980 рік у на екрани вийшов фільм режисера Вадима Абдрашитова, з однойменною назвою «Полювання на лисиць», в якому глядач, в тому числі, міг побачити і відчути дух цього виду спорту.
У 2015 році вийшов популярний документальний фільм про Спортивній радіопеленгації: «Полювання на лисиць» або шахи на бігу [Архівовано 27 травня 2018 у Wayback Machine.] ". Спочатку російський фільм згодом був переведений на безліч мов світу.